# Разные судьбы
«Разные судьбы» — советский художественный полнометражный цветной кинофильм, снятый режиссёром Леонидом Луковым в 1956 году на киностудии имени М. Горького.

## Сюжет
Молодые ленинградцы, вчерашние школьники, вступают во взрослую жизнь. Соня любит Стёпу, но он влюблён в Таню, а Таня отдаёт предпочтение Феде. Отвергнутый Стёпа уезжает в далёкий сибирский город, поступает там на завод и в вечерний институт. Соня же отправляется вслед за ним.
Но в Ленинграде отношения между Федей и Таней не складываются. Красивая и эгоистичная Таня, желая удобнее устроиться в жизни, заводит роман с известным композитором Рощиным, но при первой же неудаче Рощина оставляет его.
Степан, оценив, наконец, преданность Сони, женится на ней. Размышляя, как передать на лечение деньги тяжело заболевшему Феде, Стёпа с Соней обращаются с этой просьбой к Вере, которая едет в Ленинград. Между Верой и Федей возникает симпатия, и когда Федя уезжает к друзьям в Сибирь, Вера провожает его на железнодорожном вокзале. Там они встречаются с Таней. Она слышит романтичный разговор между молодыми людьми и понимает, что Федя полюбил Веру. Таня остаётся в одиночестве.

## В ролях
- Татьяна Пилецкая — Таня Огнева
- Юлиан Панич — Федя Морозов
- Георгий Юматов — Стёпа Огурцов
- Татьяна Конюхова — Соня Орлова
- Валентина Ушакова — Вера Зубова
- Лев Свердлин — Николай Капитонович, отец Тани
- Ольга Жизнева — Елена Семёновна, мать Тани
- Бруно Фрейндлих — композитор Игорь Степанович Рощин
- Сергей Филиппов — Костя, водитель Рощина
- Всеволод Санаев — Владимир Сергеевич Жуков, парторг
- Сергей Блинников — Егор Петрович Зубов, начальник цеха
- Владимир Дорофеев — Иван Романович Сергейчук, мастер цеха
- Анна Коломийцева — Людмила Ивановна, жена Егора Зубова
- Лилия Максимова — Маша, жена Рощина
- Вера Орлова — Нина Никифоровна, соседка Морозовых
- Александр Пелевин — секретарь парткома цеха Петрунин
- Юрий Саранцев — Галкин, секретарь комсомольской организации
- Константин Сорокин — Пётр Петрович, начальник заводского отдела кадров
- Ада Войцик — Мария Яковлевна, мать Феди

## Вокал
- Гелена Великанова — вокал — вальс выпускников
- Владимир Трошин — вокал — вальс выпускников
- Александр Борисов — вокал — романс Рощина

## Съёмочная группа
- Авторы сценария: Леонид Луков, Яков Смоляк
- Постановка и режиссура Леонида Лукова
- Главный оператор — Михаил Кириллов
- Режиссёр — Борис Каневский
- Художник — Пётр Пашкевич
- Композитор — Никита Богословский

## Музыка и песни к кинофильму
Музыка Н. Богословского.
Слова Н. Доризо.
- Увертюра и песня выпускников. Г. Великанова, В. Трошин. Хор и оркестр.
- Музыка к сцене на лестнице. Оркестр.
- Почему ж ты мне не встретилась? (Песня Рощина). А. Борисов.

В конце 1950-х и начале 1960-х годов музыка к кинофильму выпущена на грампластинках «Аккорд» (Д-003483 и другие); с середины 1960-х годов она выпускалась на пластинках фирмы «Мелодия».